# Acta de Rendición de Japón

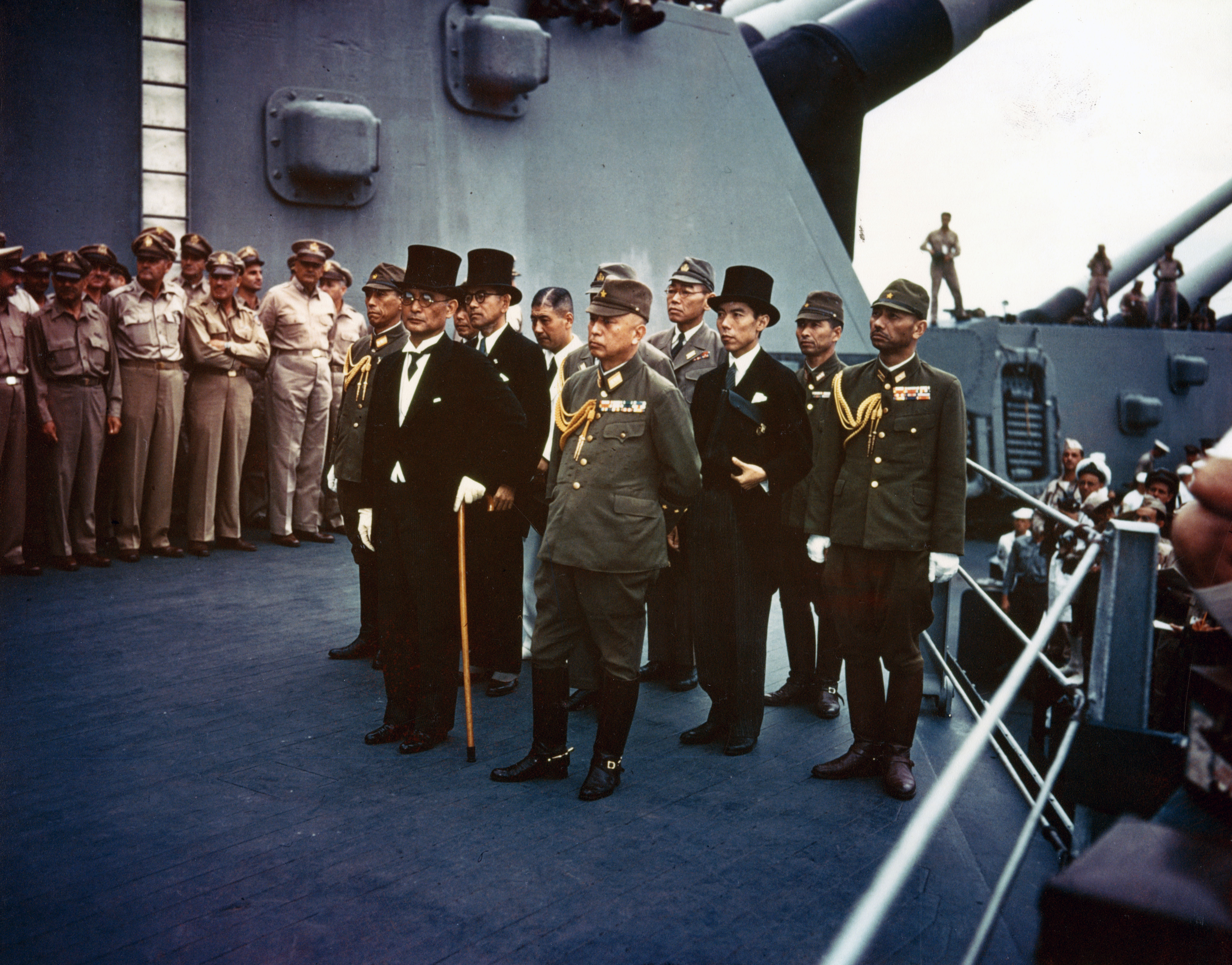
Representantes de Japón de pie sobre el USS Missouri previo a la firma del Acta de Rendición.

El Acta de Rendición de Japón fue el acuerdo firmado que formalizó la rendición nipona, finalizando la Segunda Guerra Mundial. Fue firmado por los representantes del Imperio del Japón, los Estados Unidos de América, la República de China, el Reino Unido, la Unión de Repúblicas Socialistas Soviéticas, la Mancomunidad de Australia, el Dominio del Canadá, el Gobierno provisional de la República Francesa, el Reino de Holanda y el Dominio de Nueva Zelanda sobre la cubierta del USS Missouri en la bahía de Tokio el 2 de septiembre de 1945. Se le conoce a la fecha como el Día de la Victoria sobre el Japón, aunque tal designación es más frecuentementemente usada para referirse a la fecha del anuncio de rendición del emperador Hirohito y Gyokuon-hōsō, dado por radio al mediodía (hora de Japón) el 15 de agosto de 1945 para aceptar los términos de la Declaración de Potsdam.

## Ceremonia de Rendición

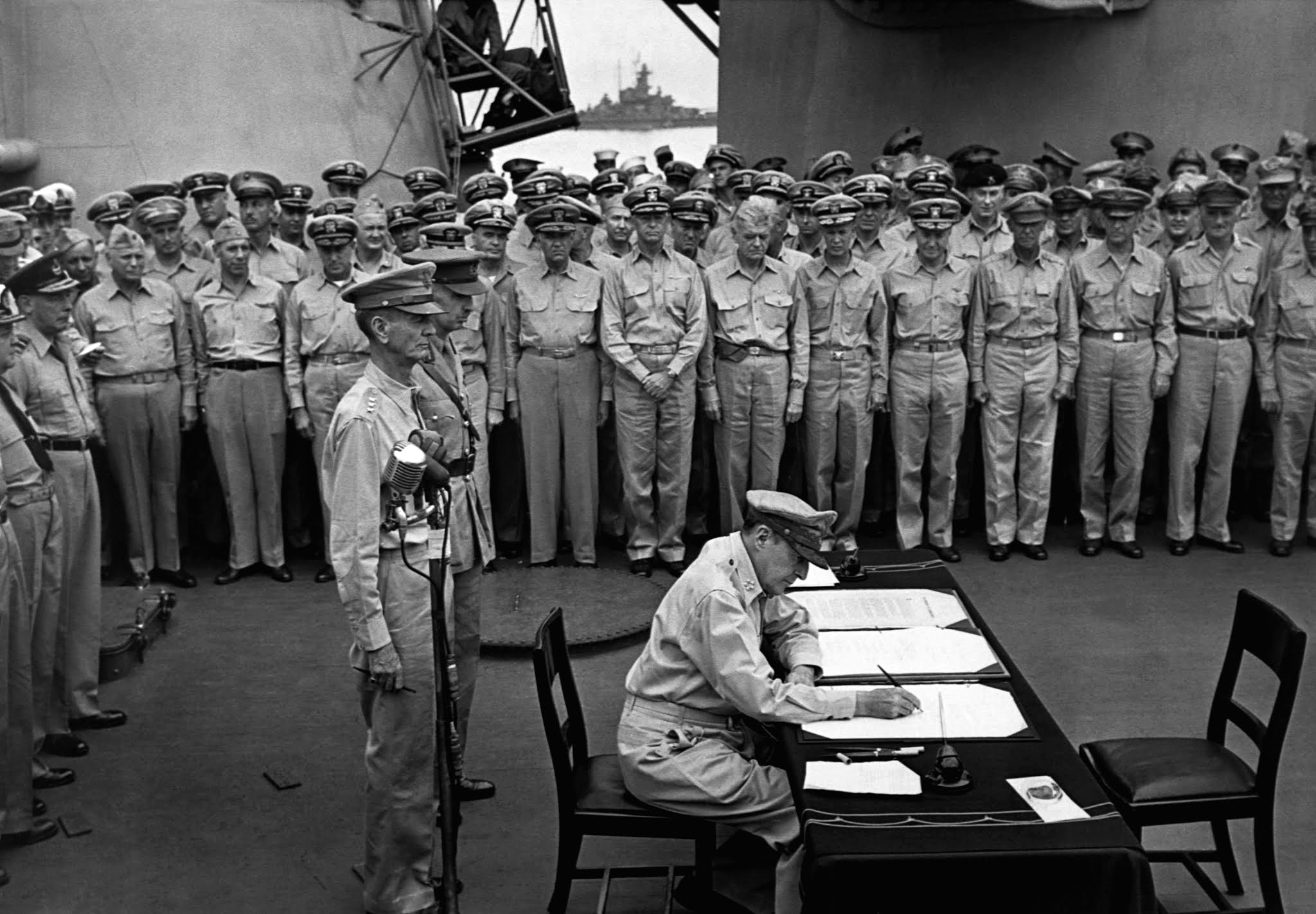
El general Douglas MacArthur firma el Acta de Rendición en nombre de los Poderes Aliados.

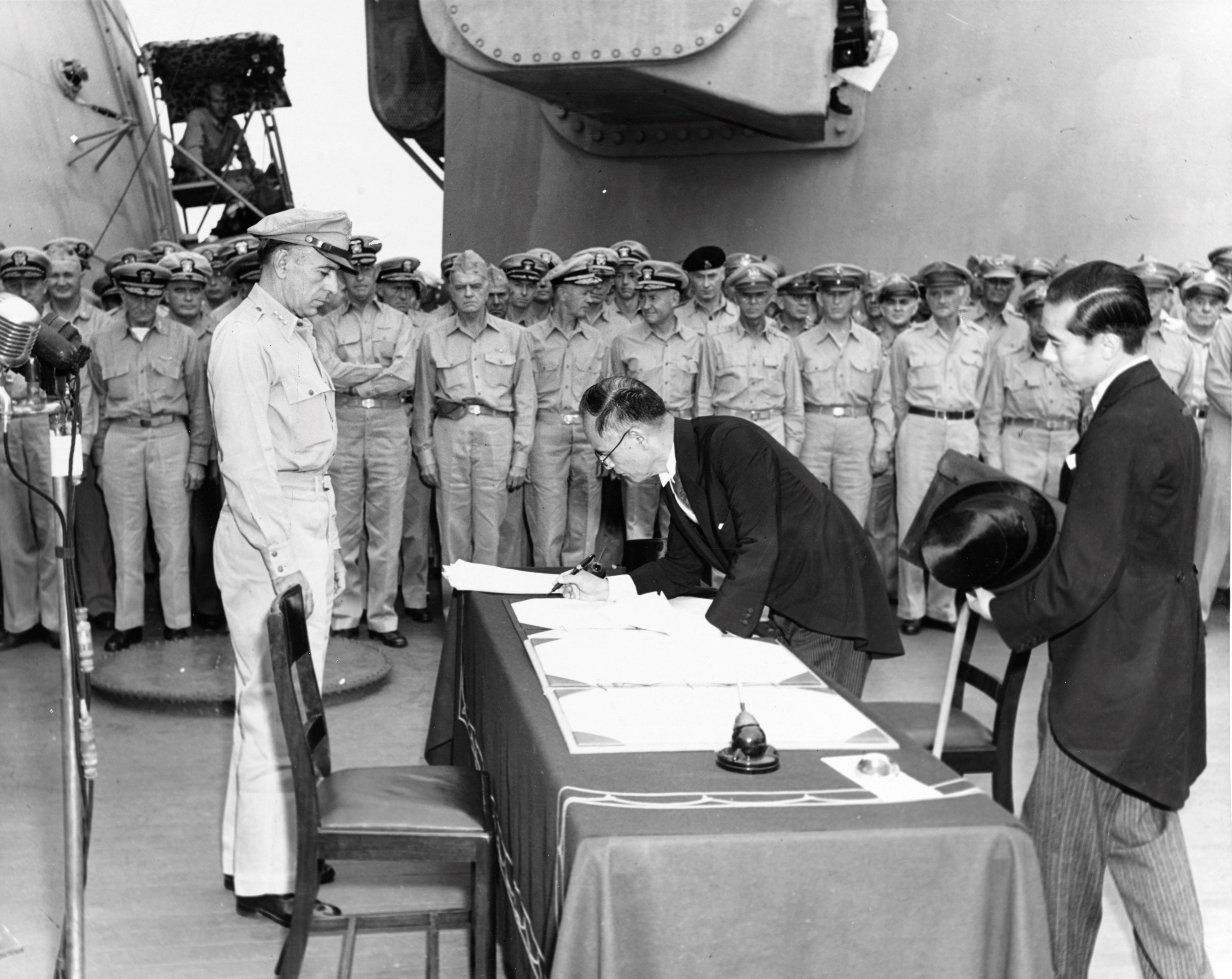
El Ministro de Relaciones Exteriores Mamoru Shigemitsu firma el Acta de Rendición en nombre del Gobierno de Japón, finalizando formalmente la Segunda Guerra Mundial.

La ceremonia sobre la cubierta del Missouri duro veintitrés minutos y fue transmitida a todo el mundo. El Acta fue primero firmada por el ministro de Relaciones Exteriores Mamoru Shigemitsu «Por Orden y en nombre del Emperador del Japón y del Gobierno Nipón» (9:04 a. m.); luego, por el general Yoshijirō Umezu, Jefe del Mando General Militar, «por orden y en nombre del Cuartel General Imperial Nipón» (9:06 a. m.); después, por el general del Ejército de Estados Unidos, Douglas MacArthur, Comandante Pacífico Suroeste y Comandante Supremo de las Potencias Aliadas, también firmado a las (9:08 a. m.). Como testigos actuaron el teniente general de U.S. Jonathan Mayhew Wainwright IV, quien había rendido a las Filipinas, y el teniente general británico Arthur Percival, quien había rendido a Singapur, que recibieron dos de las seis plumas utilizadas para firmar el Acta. Otra pluma fue para la Academia Militar de los Estados Unidos en West Point, y una para su auxiliar. Todas las plumas usadas por MacArthur eran negras, excepto la última, que era color ciruelo y fue dada a su esposa. Una réplica de esta, con copias del Acta de Rendición, están guardadas en el Missouri debajo de una placa marcando el lugar de firma.
Después de la firma de MacArthur como Comandante Supremo, los siguientes representantes firmaron el Acta de rendición en nombre de cada una de las Potencias Aliadas:
- Almirante de Flota Chester Nimitz por Estados Unidos (9:12 a. m.).[3]
- General Hsu Yung-Ch'ang por China (9:13 a. m.).[4]
- Almirante SirSir Bruce Fraser por el Reino Unido (9:14 a. m.).[5]
- Teniente General Kuzma Derevyanko por la Unión Soviética (9:16 a. m.).[6]
- General Sir Thomas Blamey por Australia (9:17 a. m.).[7]
- Coronel Lawrence Moore Cosgrave por Canadá (9:18 a. m.).[8]
- General del Ejército Philippe Leclerc de Hautecloque por Francia (9:20 a. m.).[9]
- Teniente Almirante C.E.L. Helfrich por los Países Bajos (9:21 a. m.).[10]
- Vice Mariscal del aire Leonard M. Isitt por Nueva Zelanda (9:22 a. m.).[11]

El 6 de septiembre, el coronel Bernard Theilen llevó el documento y un escrito imperial a Washington D. C., y los presentó ante Presidente Harry Truman en una ceremonia formal en la Casa Blanca al día siguiente. Los documentos fueron exhibidos en el Archivo Nacional de los Estados Unidos.

## Texto
Nosotros, actuando por orden y en nombre del Emperador del Japón, el Gobierno japonés y el Cuartel General Imperial Japonés, por el presente aceptamos los términos de la declaración expedida por los titulares de los gobiernos de los Estados Unidos, China, y la Gran Bretaña el 26 de julio de 1945 en Potsdam, y subsecuentemente por la Unión de Repúblicas Socialistas Soviéticas, quienes en adelante serán referidos aquí como las Potencias Aliadas.

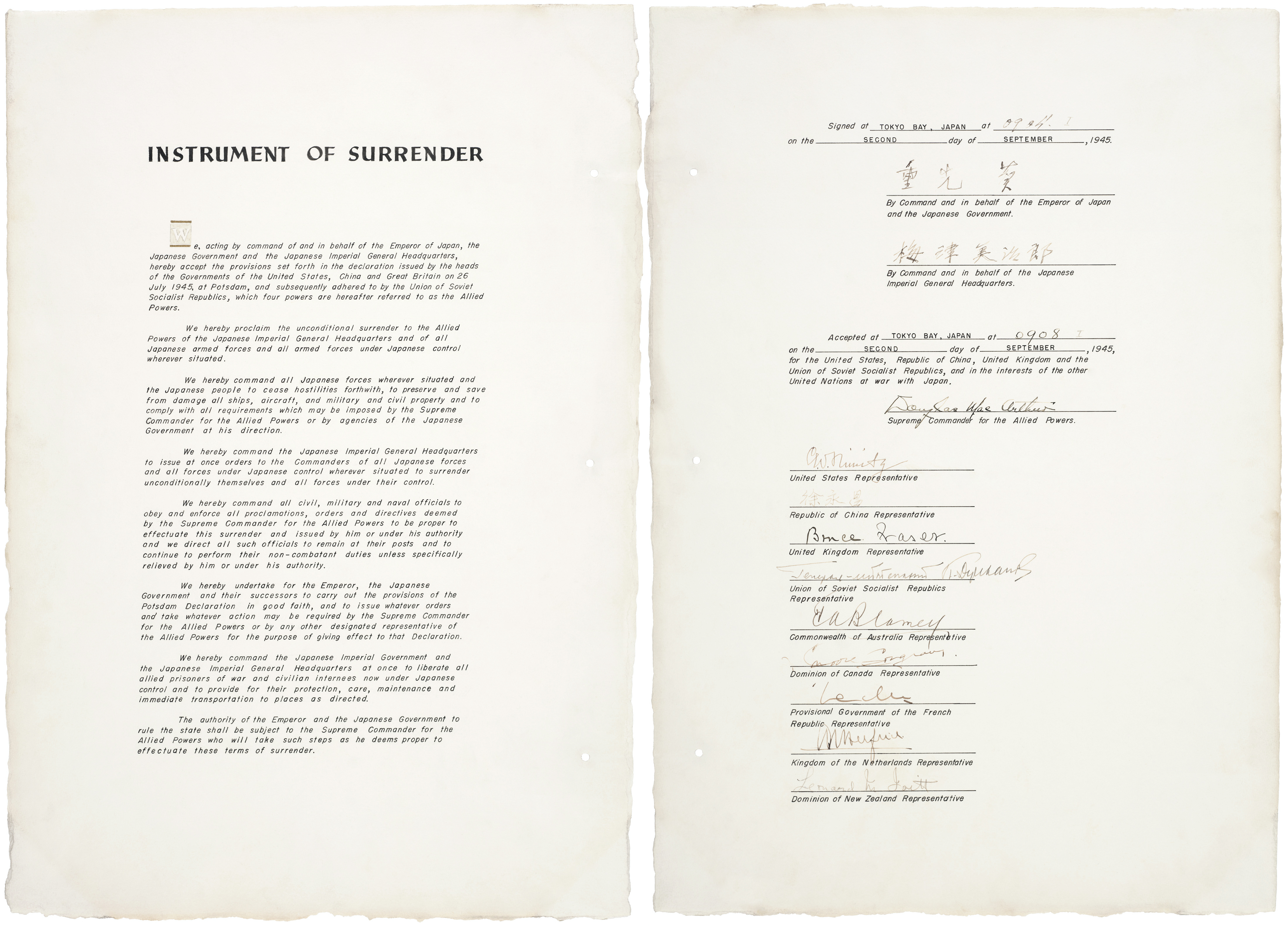
Texto original de la rendición del Japón en inglés.

Por el presente proclamamos la rendición incondicional de las Potencias Aliadas de Cuartel General del Imperio Japonés y de todas las fuerzas armadas japonesas y todas las fuerzas armadas bajo el control japonés donde sea que estén situadas.
Por el presente ordenamos a todas las fuerzas japonesas donde sea que se encuentren y al pueblo japonés a cesar hostilidades inmediatamente, a preservar y salvar de daños a todas las embarcaciones, aeronaves, toda propiedad militar y civil, y a cumplir con todos los requerimientos sean impuestos por el Comandante Supremo de las Potencias Aliadas o por las agencias del Gobierno Japonés bajo su mando.
Por el presente ordenamos al Cuartel General Imperial Japonés a expedir de inmediato las órdenes a los comandantes de todas las fuerzas japonesas y todas las fuerzas bajo el mando japonés donde sea que estén situadas a rendirse incondicionalmente a sí mismos y todas las fuerzas bajo su control.
Por el presente ordenamos a todos los oficiales civiles, militares y navales a obedecer y hacer cumplir todas las proclamas, órdenes, y directivas que provengan del Comandante Supremo que a las Potencias Aliadas les sea propio efectuar esta rendición y expedidas por él o bajo su autoridad; y dirigimos a todos estos oficiales a que permanezcan en sus puestos y a continuar desempeñando sus deberes no bélicos a menos que específicamente se les releve de por él o bajo su autoridad.
Por el presente asumimos la obligación de por el Emperador, el Gobierno Japonés y sus sucesores a cumplir con los términos de la Declaración de Potsdam en buena fe, y a expedir cualquier orden y tomar cualquier acciones que se requiera por el Comandante Supremo de las Potencias Aliadas o por cualquier otro representante designado por las Potencias Aliadas con el propósito de hacer efectiva esta declaración. 
Por el presente ordenamos al Gobierno Imperial Japonés y al Cuartel General Japonés a que de inmediato libere los prisioneros de guerra aliados y los civiles ahora bajo el control japonés y a proveerles protección, cuidado, mantenimiento, y transportación inmediata a los lugares que se les indiquen.
La autoridad del Emperador y del Gobierno Japonés para regir sobre el Estado estará sujeta al Comandante Supremo de las Potencias Aliadas, quien tomara las decisiones que considere necesarias para cumplir con los términos de esta rendición.
Firmado en la BAHÍA DE TOKIO, JAPÓN a las 09:04 en el SEGUNDO día de SEPTIEMBRE de 1945
Mamoru Shigemitsu
por orden y en nombre del Emperador de Japón y del Gobierno Japonés 
Yoshijirō Umezu
por orden y en nombre del Cuartel General Imperial Japonés
Aceptado en la BAHÍA DE TOKIO, JAPÓN a las 09:08 en el SEGUNDO día de SEPTIEMBRE de 1945, por los Estados Unidos, la República de China, el Reino Unido y la Unión de Repúblicas Socialistas Soviéticas, y por los intereses de las otras Naciones Unidas en Guerra con Japón.
Douglas MacArthur
Comandante Supremo de las Potencias Aliadas
C.W. Nimitz
Representante de los Estados Unidos
Hsu Yung-Ch'ang
República de China
Bruce Fraser
Representante del Reino Unido
Kuzma Derevyanko
Unión de Repúblicas Socialistas Soviéticas 
Thomas Blamey
Representante de la Mancomunidad de Australia 
L. Moore Cosgrave
Representante del Dominio del Canadá
Jacques Leclerc
Representante del Gobierno Provisional de la República Francesa
C.E.L. Helfrich
Representante del Reino de los Países Bajos 
Leonard M. Isitt
Representante del Domino de Nueva Zelanda